# Гартман (граф Вюртемберга)
Гартман I (нем. Hartmann I.; ок. 1160 — ок. 1240) — граф Вюртемберга примерно с 1181 года. Сын Людвига II.

## Исторические сведения
Гартман I и его брат Людвиг III оба называли себя графами Вюртемберга, из чего следует, что они были соправителями. Впервые упоминаются в 1194 году. В правление императора Оттона IV участвовали в его итальянских походах. Гартман сопровождал Оттона IV в Рим на коронацию, которая прошла 4 октября 1209 года.
После избрания королём Фридриха Гогенштауфена братья перешли на его сторону.
Гартман расширил свои владения посредством брака (ок. 1200 года) с Вольфрадой (1178—1226), наследницей графа Верингена (Верхняя Швабия). Ему достались Альтсхаузен, Альт-Веринген, графство в Восточном Аппхагау и права на Эшах. В документе 1231 г. упоминается Герман Вюртембергский, предположительно считающийся сыном Хартмана и Вольфрады.